# Zapateado

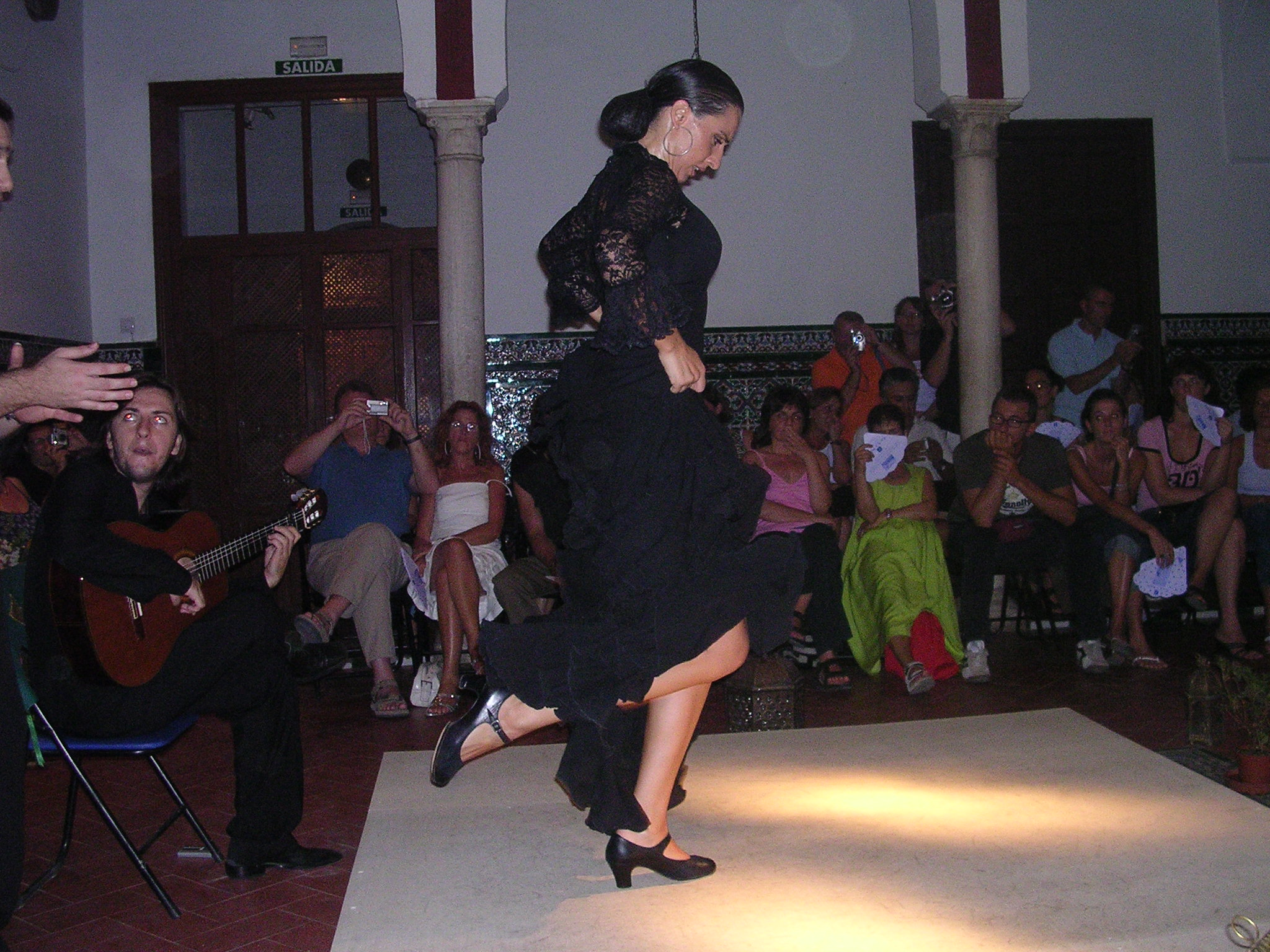
Dona fent un zapateado

Un zapateado és un ball flamenc de compàs ternari en què els balladors marquen els passos percudint fortament a terra amb les soles de les sabates.
Ballat, normalment, en compàs de 6/8 és considerat la forma original de molts altres estils ballables coneguts de procedència gitanoandalusa.